# پی۵۷ (گلیکوزید)
پی۵۷ (گلیکوزید) (به انگلیسی: P57 (glycoside)) با فرمول شیمیایی C47H74O15 یک ترکیب شیمیایی است؛ که جرم مولی آن ۸۷۹٫۰۸ گرم بر مول می‌باشد.